# Христофор (Спартас)
Епи́скоп Христофо́р (англ. Bishop Christopher, греч. Επίσκοπος Χριστοφόρος, при рождении Реубен Мукаса Мугимба Собанья, англ. Reuben Mukasa Mugimba Sobanja, позднее взял себе фамилию Спа́ртас, Spartas, греч. Ρουβήμ Σεμπάνια Μουκάσα Σπάρτας; 1899, Накифума, Центральная область — 4 июня 1982) — епископ Александрийской православной церкви, титулярный епископ Нилопольский, викарий Восточно-Африканской митрополии.
Его поиск, обращение в православие, миссионерская деятельность, а впоследствии и присоединение к Александрийскому патриархату сыграли важную роль в распространении православия в Восточной Африке.

## Биография
Родился 1899 году в Уганде, его отца звали Якобо Дамулира Мугимбалуме, а мать — Мализа Мукомутибва, она была христианкой. Его родители принадлежали к этнической группы муганда. Реубен был крещён и воспитан в Англиканской Церкви. В подростковом возрасте, Реубен взял имя Спартас, после того как ему сказали, что он служит примером духа древнегреческой Спарты.
Окончил англиканскую миссионерскую школу, а затем продолжил своё образование в Королевском колледже в Будо, Уганда, где он пришёл к заключению, что Англиканская церковь была ответвлением древней, истинной церкви. Митрополит Феодор (Нанкьяма), который был его учеником, отписывает это открытие так:

Особый интерес у него вызвала статья под названием «Orthodoxy» в одном из английских словарей. Его энтузиазм в результате его исследований было действительно велик. Как новый Архимед он выбежал на улицу, крича: «Я нашёл, я нашёл». «Я больше не протестант», продолжал он, «но Orthodox!!».
Оригинальный текст (англ.)Of special interest to him was an article entitled «Orthodoxy» in one of the English dictionaries. His enthusiasm as a result of his studies was indeed great. Like another Archimides he ran out into the streets shouting: «I have found, I have found!» "I am no longer a Protestant, " he continued, «but an Orthodox!!»
В 1920 году, после окончания Королевского колледжа, принят в Королевские африканские стрелки, колониальный полк британской армии, где он встретил Овадию Басайякитало, также представителя народа муганда.

Священник Рувим Спартас

В 1925 году они увольняются из Королевских африканских стрелков и основывают частную школа в Анонье, близ Дегеи.
В том же году Спартас узнал о существовании в США Африканской православной церкви (African Orthodox Church), которая появилась в 1921 году в результате исканий Джорджа Александра Макгира. Спартаса привлекла идея Африканской православной церкви, которая должна была стать универсальной церковью для чёрных, связанной с древней христианской Церкви, которая ни отличалась ни расизмом, ни колониализмом, и он написал Джорджу Мак-Гиру. В 1928 году Макгир ответил и прислал к Спартасу Даниила Александра, который был архиепископом Африканской православной церкви в Южной Африке. После встречи с епископом Даниилом Спартас в январе 1929 года покинул англиканскую церковь и перешёл с группой единомышленников в Африканскую православную церковь, благодаря чему она появилась в Уганде. В 1931—1932 году архиепископ Дэниэл Александер посетил Уганду и 22 мая 1932 года рукоположил Спартаса, а затем и и Басайякитало в священников. К тому моменту у Спартаса уже было 1512 последователей, организованные в семь общин.
Рувим Спартас и его друзья начали кипучую деятельность по созданию Церкви. Он понимал, что новой Церкви необходимы образованные люди. Он начал преподавание английского языка в основанной им школе, которая официально была частной и принадлежала Церкви. Колониальные власти (Уганда обрела независимость от Великобритании только в 1962 году), пытаясь закрепить за собой монополию на образование, издали закон, по которому английский язык можно было преподавать только в государственных школах. Это не остановило Рувима Спартаса, и за нарушение законодательства ему пришлось провести пять лет в тюрьме.
Во время визита архиепископа Александра к Спартасу, греческий эмигрант по фамилии Влахос попросил Александра крестить своих детей. Отметив, что проводимое Александром чинопоследование крещения не соответствует должным образом православной форме, Влахос посоветовал Спартасу связаться с православным архимандритом Никодимом (Сарикасом), служивший в греческом приходе на Танганьике (ныне Танзания), что Спартас и сделал. После посещения архимандритом Никодимом Спартаса в Уганде, последний порвал отношения с архиепископом Александром, так как выяснилось что тот был униатом, и по совету архимандрита Никодима стал искать возможности признания своей общины со стороны Александрийского Патриархата.
На 1936 год по данным Спартаса число его последователей уже составляло 5000 в 30 общинах, а также 23 церковные школы, мужской и женский монастырь.
В 1942 году Уганду посетил митрополит Аксумский Николай (Абдалла), этнический араб. Митрополит Николай был в большей степени озабочен служению людям за пределами греческой общины, чем иерархи-греки. Он написал обстоятельный отчёт о посещении этих общин и рекомендовал принять православных африканцев в лоно церкви.
15 ноября 1943 года Ребейн Мукаса Спартас и Артур Джордж Гатуна подписали первый устав Африканской православной церкви. В 1945 году четыре кандидата из Уганды были посланы на обучение в Александрию.
В 1946 году в ходе первого визита Мукасы Спартаса в Александрию патриархом Христофором и Священным Синодом было объявлено о признании устава и принятии Африканской греко-православной церкви в Александрийский Патриархат, Рувим Спартас был перерукоположен и назначен генеральным эпитропом Уганды. На тот момент у него было 10,291 верующих в 56 центрах.
В сентябре 1953 году благодаря усилиям отца Рувима Спартаса Африканская греческая православная церковь (African Greek Orthodox Church) была зарегистрирована в Уганде. В конце 1958 года была образована Восточно-Африканская митрополия на территории Кении, Уганды и Танзании, во главе с митрополитом Николаем (Валеропулосом), который в 1959 году перерукоположил Спартаса.
Чтобы получить поддержку новых приходов в Восточной Африке, Рувим Спартас и некоторые из его коллег-священников отправились в Грецию и США чтобы попросить миссионерской и финансовой помощи.
В конце 1972 года определён быть титулярным епископом Нилопольским, викарием Восточно-Африканской митрополии. Вместе с ним ещё уроженца Уганды были избраны викарными епископами — Феодор Нанкьяма и Артур Гатуна.
17 декабря 1972 года хиротонисан в титулярного епископа Нилопольского, викария Восточно-Африканской епархии. Служил в Уганде.
Епископ Нилопольский Христофор служил в Уганде и Танзании, где всегда действовал с тем первоначальным миссионерским духом, который у него был. Он избрал себе преемника в лице Феодора Нанкьямы, которого он направил учиться сперва в Александрию, а затем и в Грецию.
Скончался 4 июня 1982 года.